# マーティン・エイミス
マーティン・エイミス（Martin Louis Amis、1949年8月25日 – 2023年5月19日）は、イギリスの小説家。マンチェスター大学教授を務めた。
ウェールズのスウォンジー生まれ。オックスフォード大学で学んだ。
2000年にジェイムズ・テイト・ブラック記念賞、2001年に全米批評家協会賞を受賞した。
父は小説家のキングズリー・エイミスである。

## 受賞歴
- サマセット・モーム賞（1974年『二十歳への時間割』）
- ジェイムズ・テイト・ブラック記念賞　2000年　（Experienceに対して）
- 全米批評家協会賞　2001年　（The War Against Cliché: Essays and Reviews, 1971-2000に対して）

## 日本語訳された作品
- 『二十歳への時間割』藤野かよ訳、早川書房 〈Hayakawa novels〉、1982年。ISBN　978-4-15-207507-9
- 『サクセス』大熊栄訳、白水社〈新しいイギリスの小説〉、1993年。ISBN　978-4-560-04476-6
- 『モロニック・インフェルノ』古屋美登里訳、筑摩書房、1993年。ISBN　978-4-480-83610-6
- 『時の矢：あるいは罪の性質』大熊栄訳、角川書店、1993年。ISBN　978-4-04-791214-4
- 『ナボコフ夫人を訪ねて：現代英米文化の旅』大熊栄・西垣学訳、河出書房新社、2000年。ISBN　978-4-309-20345-4
- 『関心領域』北田絵里子訳、早川書房、2024年。ISBN　978-4-15-210332-1

## 主な作品

### 小説
- The Rachel Papers （『二十歳への時間割』）(1973)
- Dead Babies (1975)
- Success（『サクセス』） (1978)
- Other People (1981)
- Money (1984)
- London Fields (1989)
- Time's Arrow: Or the Nature of the Offence（『時の矢 ― あるいは罪の性質』） (1991)
- The Information (1995)
- Night Train (1997)
- Yellow Dog (2003)
- House of Meetings (2006)
- The Pregnant Widow (2010)
- The State of England: Lionel Asbo, Lotto Lout (2011)
- The Zone of Interest （『関心領域』）(2014)
- Inside Story（2020）

### 短編集
- Einstein's Monsters (1987)
- Two Stories (1994)
- God's Dice (1995)
- Heavy Water and Other Stories (1998)
- Amis Omnibus (1999)
- The Fiction of Martin Amis (2000)
- Vintage Amis (2004)

### ノンフィクション
- Invasion of the Space Invaders (1982)
- The Moronic Inferno: And Other Visits to America（『モロニック・インフェルノ』） (1986)
- Visiting Mrs Nabokov: And Other Excursions（『ナボコフ夫人を訪ねて ― 現代英米文化の旅』） (1993)
- Experience (2000)
- The War Against Cliché: Essays and Reviews 1971-2000 (2001)
- Koba the Dread: Laughter and the Twenty Million (2002)
- The Second Plane (2008)

## 映画化された作品
- The Rachel Papers (1973): レイチェル・ペーパー（英語版）、ダミアン・ハリス（英語版）監督 (1989)
- Dead Babies (1975): デッドベイビーズ（英語版）、ウィリアム・マーシュ監督 (2000)
- 『関心領域』ジョナサン・グレイザー監督・脚本（2023）